# Артиљеријска бригада Осмог корпуса НОВЈ
Артиљеријска бригада Осмог корпуса НОВЈ формирана је децембра 1944. Формирана је од артиљеријских оруђа добијених од западних савезника. Имала је велику ватрену моћ, и, уз Прву тенковску бригаду, представљала је значајно ојачање ватрене моћи Осмог корпуса. Након попуне вучном техником, 6. јануара 1945. преименована је у Тешку моторизовану артиљеријску бригаду Осмог корпуса, а затим Четврте армије.
Бригада је дала значајан допринос сламању немачког отпора у Мостару, Бихаћу, на линијама Боричевац-Горњи Лапац, Чудин кланац-Госпић, Локве-Мрзле Водице, у борбама на Рјечини и приликом напада на Трст.
Одликована је Орденом заслуга за народ са златном звездом.

## Формација
- Хаубички дивизиона 100 мм
- Хаубички дивизиона 105 мм
- Мешовити тешки хаубички дивизиона 105, 150 и 152 мм
- Противтенковски дивизион 57 и 75 мм
- Противавионски дивизион 20 мм

Бригада је располагала са укупно 89 оруђа.